# Gefion-Brunnen (Kopenhagen)

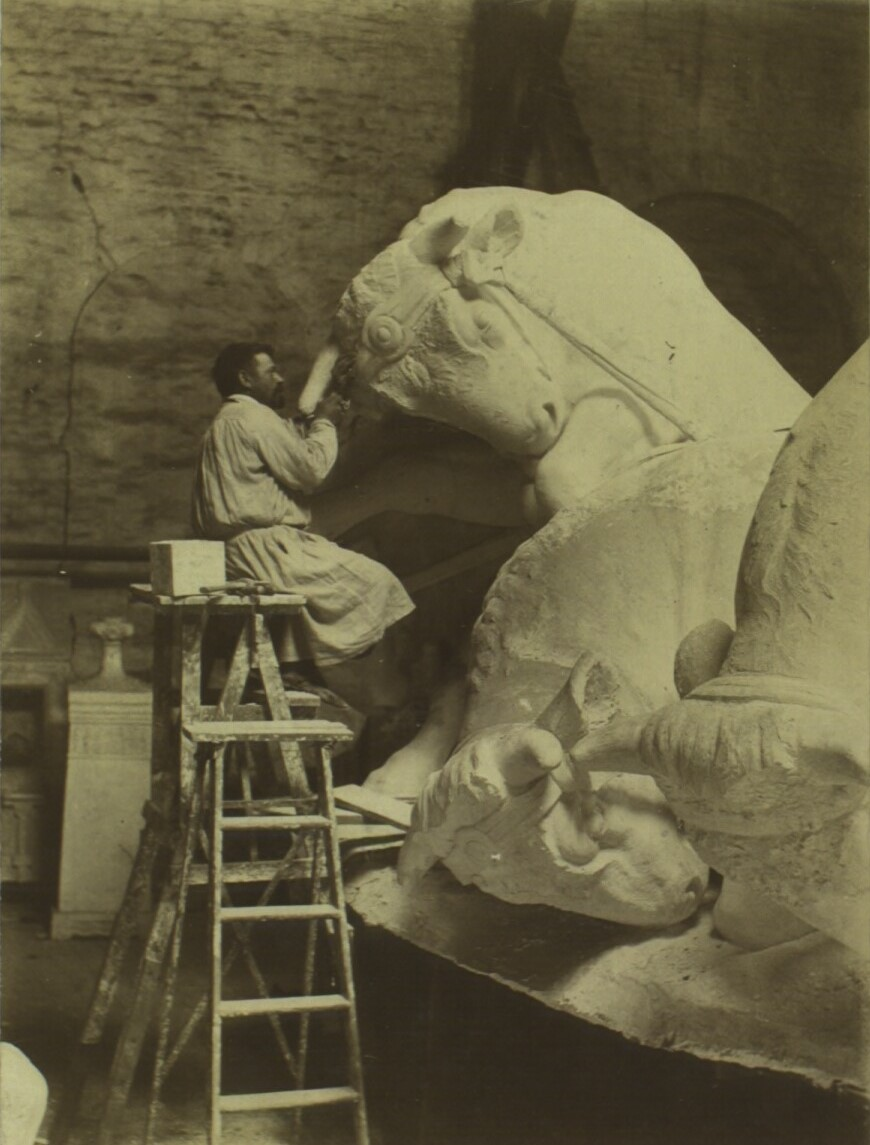
Der dänische Bildhauer Anders Bundgaard beim Erschaffen des Gefion-Brunnens.

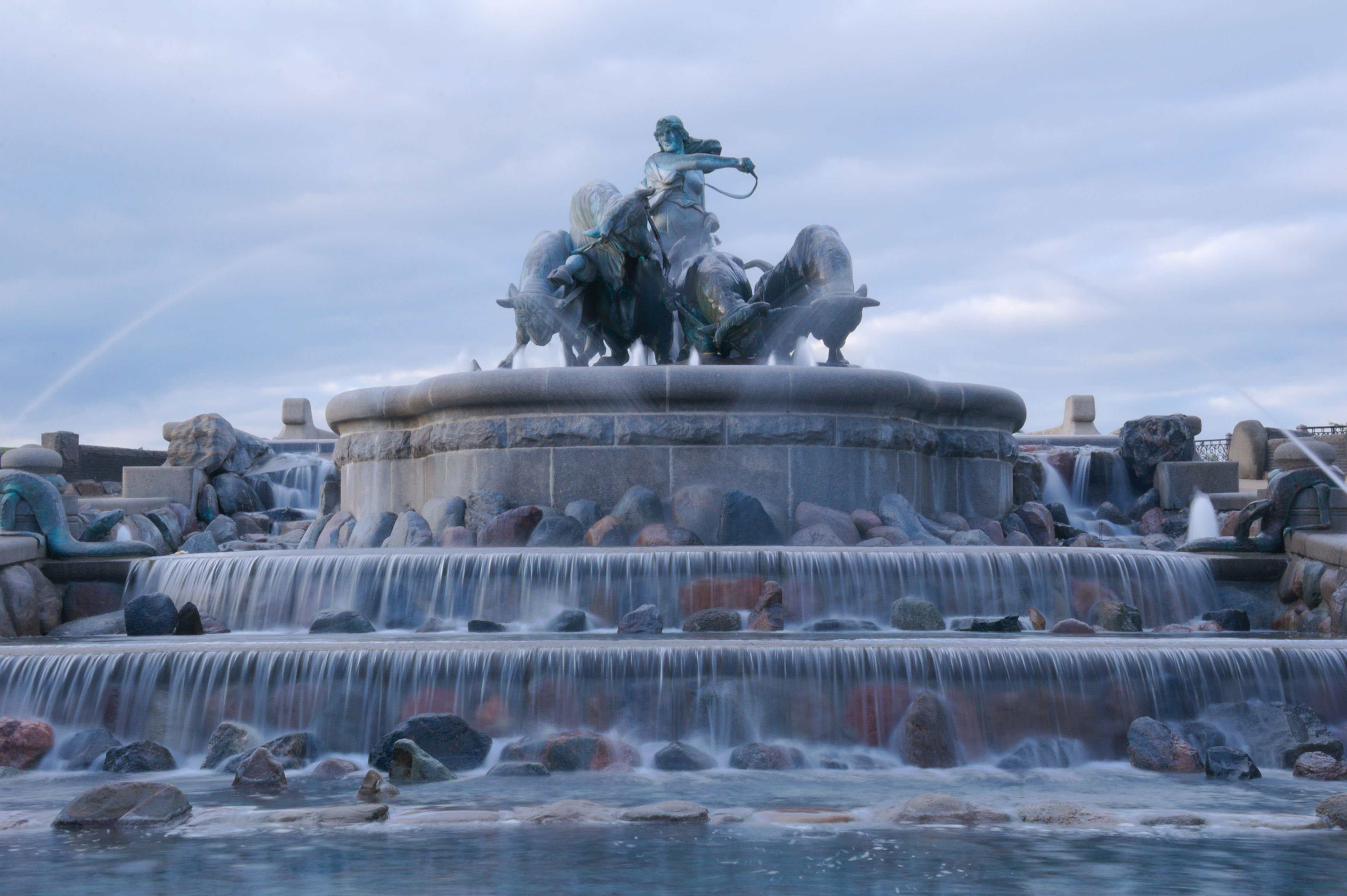
Der Gefion-Brunnen in Kopenhagen im August 2016.

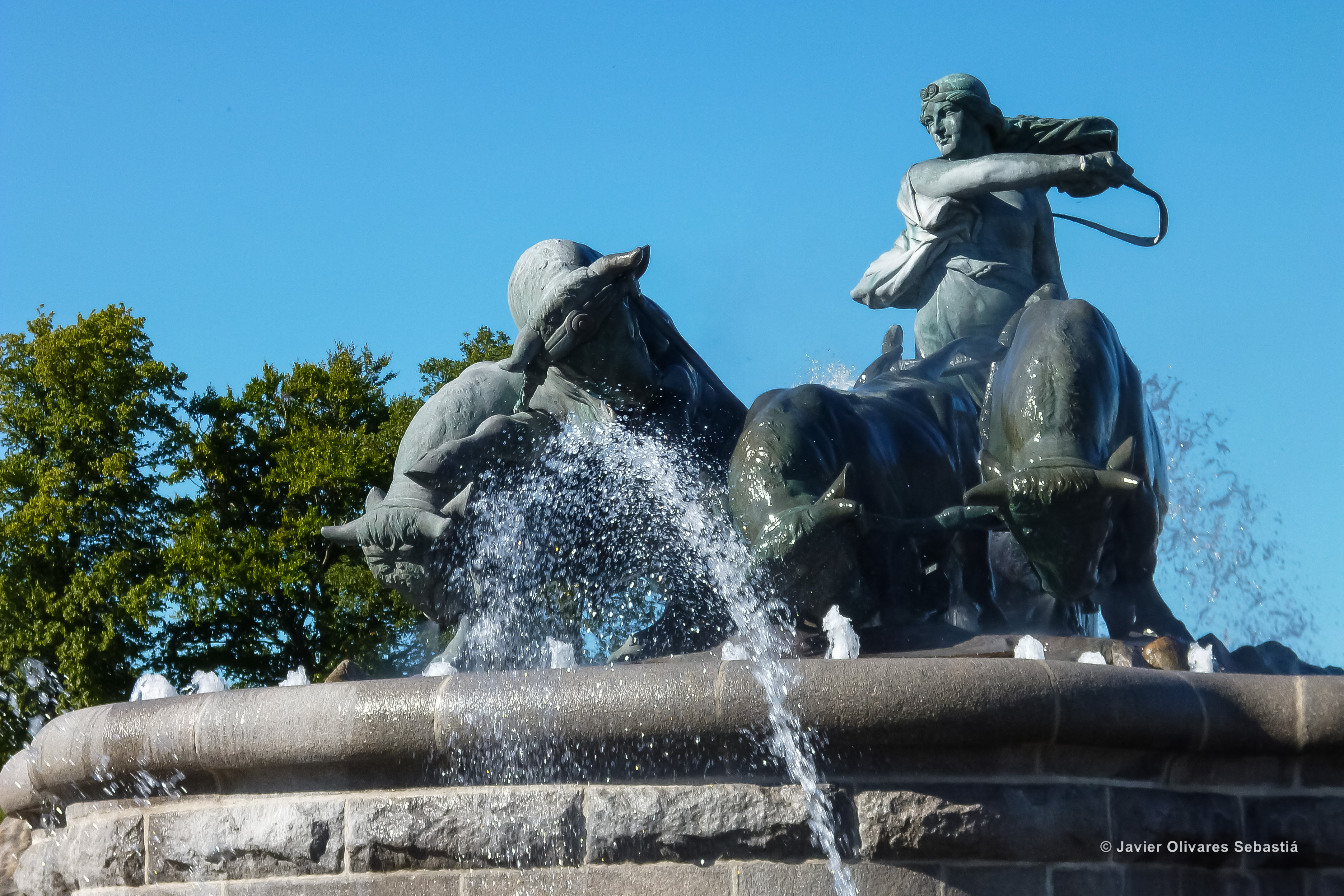
Die Figurengruppe des Gefion-Brunnen aus der Nähe, 2012.

Der Gefion-Brunnen (dänisch Gefionspringvandet) ist ein großer Springbrunnen am Hafen von Kopenhagen. Er ist das größte Denkmal in Kopenhagen und wird als Wunschbrunnen benutzt.
Die Figurengruppe zeigt Gefion, die Asenjungfrau aus der germanischen Mythologie und ihre zu Stieren verwandelten Söhne, welche mit einem Pflug eine Furche zwischen der Insel Seeland und Schweden herauspflügen und damit Seeland vom Festland zu trennen. Der Brunnen liegt an Nordre Toldbod, nahe dem Kastell von Kopenhagen und der Langelinie.
Anlässlich des 50-jährigen Jubiläums der Carlsberg-Brauerei spendete 1897 die Carlsberg-Stiftung der Stadt Kopenhagen eine größere Summe Geld für den Bau des Brunnens, mit dem der dänische Bildhauer Anders Bundgaard (1864–1937) beauftragt wurde. Am 14. Juli 1908 wurde der Brunnen eingeweiht. 
Im August 1999 wurde der tägliche Wasserauslauf des Springbrunnens im Auftrag der Kommune Kopenhagen auf 15–50 m³ eingestellt. Vom April 2003 bis August 2004 wurde der Brunnen umfangreich saniert und dabei ein bestehendes Leck in der Brunnenanlage beseitigt. Der Springbrunnen wurde zusätzlich mit einem SMS-Dienst zur Fehlermeldung ausgerüstet. Am 7. September 2004 wurde der Brunnen feierlich durch den dänischen Politiker und damaligen Kopenhagener Baubürgermeister Søren Pind wieder in Betrieb genommen.

## Brunnen im Film
Der Brunnen diente bereits als Filmkulisse. So versteckten sich hier im Film Die Olsenbande und ihr großer Coup Benny und Kjeld vor dem „dummen Schwein“ (seine 1. Nebenrolle in einem Olsenbande-Film), nachdem sie versucht hatten in dessen Laden einen Tresor zu knacken.